# Hahncappsia volcanensis
Hahncappsia volcanensis là một loài bướm đêm trong họ Crambidae.